# Boldogasszony papucsa
A Boldogasszony papucsa (Cypripedium calceolus) az egyszikűek (Liliopsida) osztályának spárgavirágúak (Asparagales) rendjébe, ezen belül a kosborfélék (Orchidaceae) családjába tartozó, Magyarországon fokozottan védett növényfaj. Nemzetségének a típusfaja. Egyéb elnevezései: rigópohár, Vénusz-sarucska, erdei papucskosbor, kisasszony papucsa, kakukvirág.

## Előfordulása
Eurázsiai faj, a Brit-szigetektől a Krímen és Kis-Ázsián keresztül egészen Szibériáig, sőt Szahalinig és Japánig megtalálható. Kína Hejlungcsiang, Csilin és Belső-Mongólia tartományaiban is nő. Európában a délen a mediterrán régióig, északon Skandináviáig hatol.
Magyarországon hegy- és dombvidékeken terem. Eddig összesen 86 lelőhelyét regisztrálták, amelyből mára 29 maradt fenn. Elsősorban az Északi-középhegységre (azon belül elsősorban a Bükkre, kisebb mértékben a Tornai-karsztra, Cserhátra, Heves–Borsodi-dombságra) jellemző. A Fertő-tó mellékén és a Bakonyban szinte teljesen; a Mecsekben, a Zselicben, Belső-Somogyban, a Kőszegi-, Keszthelyi-, Budai-hegységben, Vértesben, Naszályon teljesen kipusztult. A faj egykor a Pécs környéki Mecseken is megtalálható volt, de a 19. század óta nem találták meg, valószínűleg kipusztult.

## Megjelenése

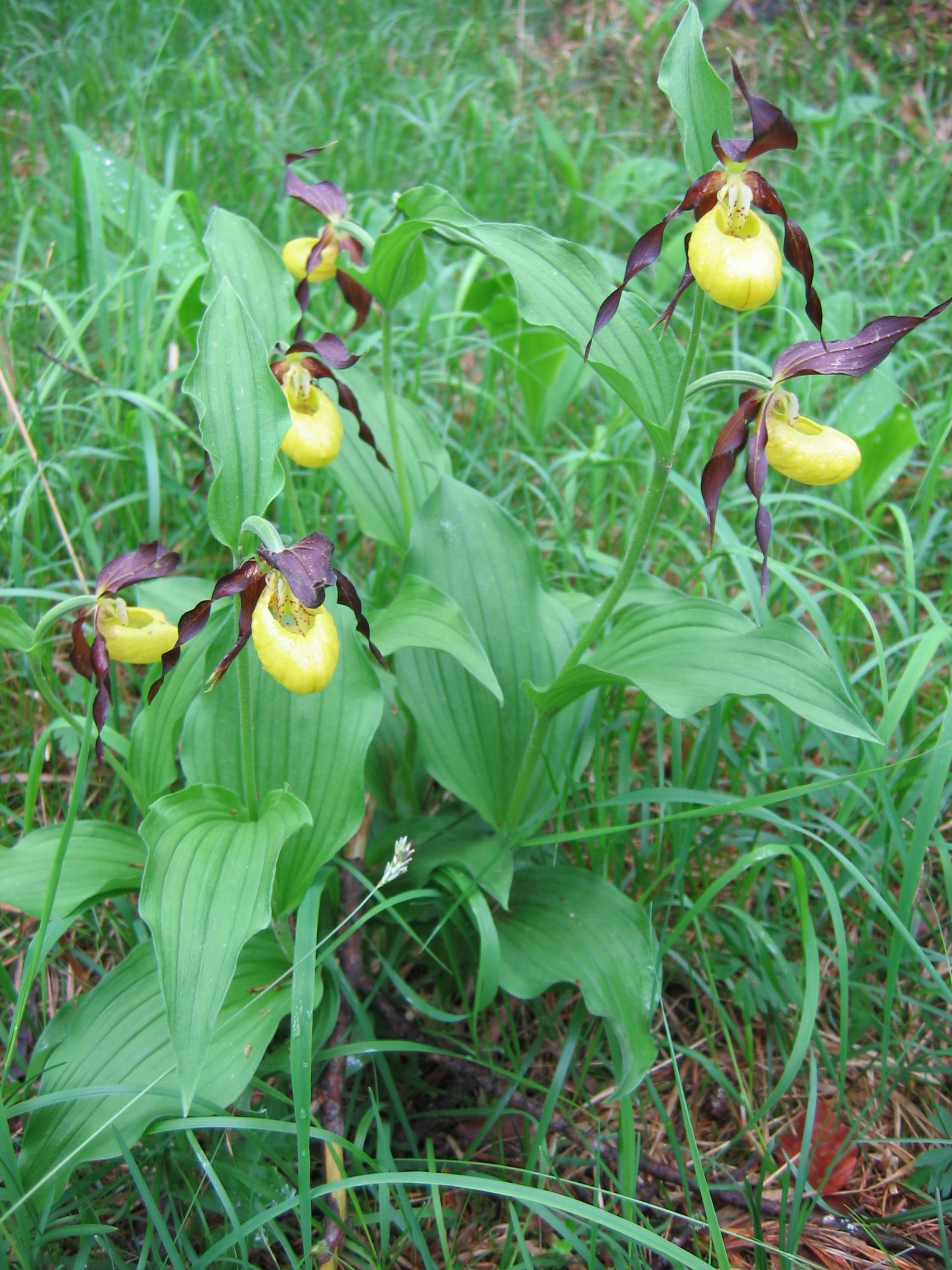
Boldogasszony papucsa

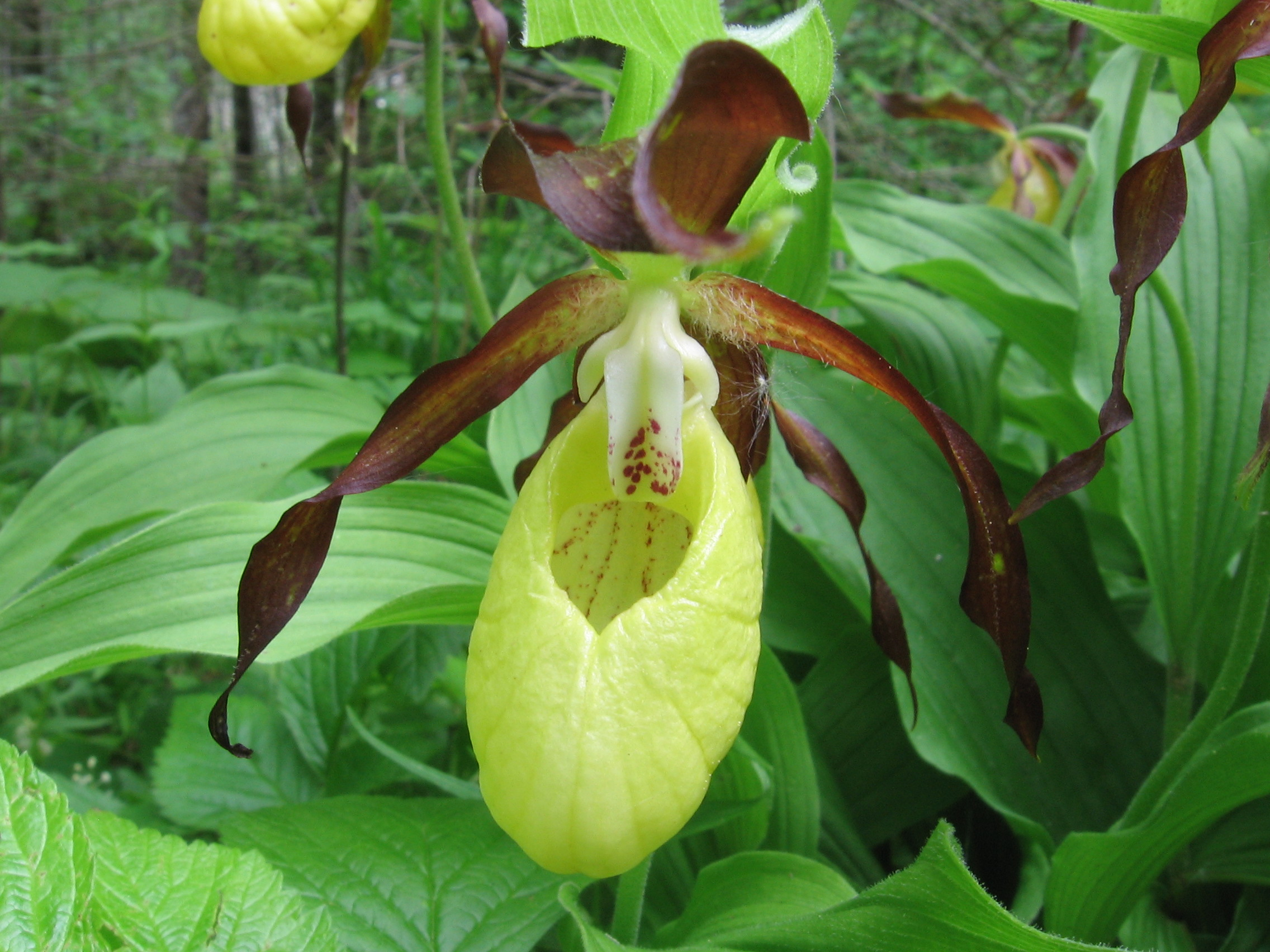
Virága

A Boldogasszony papucsa 25-50 centiméter magas, lágyszárú, évelő növény. Gyöktörzse (rizómája) a talajban vízszintesen helyezkedik el maximum 10 centiméter mélyen és az idősebb példányok esetében elágazó lehet. A gyöktörzs végén két rügy található; a nagyobbikból fejlődik ki a következő évi hajtás, a kisebbik pedig alvórügy marad. Az elhaló hajtások után a rizómán ripacsok maradnak vissza, így azok számából következtetni lehet a növény korára (Magyarországon 48-ripacsos példányt is megfigyeltek).
A kissé hajlott, szőrös hajtáson 2-4 (ritkán 6) széles-lándzsás vagy elliptikus, félig szárölelő levél fejlődik, amelyek 6-19 centiméter hosszúak, 3-11 centiméter szélesek. Színük világoszöld, felületük redőzött, szélük és nagyobb ereik mentén szőrösek. A mirigyszőrök olyan anyagot tartalmaznak (cypripedin), ami a bőrt irritálhatja.
Április végétől június elejéig virágzik. A leggyakrabban hajtásonként 1 (ritkábban 2, esetleg 3) virág a szár csúcsán, a szárleveleknél kisebb murvalevelek hónaljában fejlődik. Nagy virágának legfeltűnőbb része a 3-4 centiméter hosszú, papucs formájú mézajak, amelynek felül ovális nyílása van, befelé hajló peremmel. A mézajak színe citrom- vagy aranysárga, láthatóan erezett, belül bíborszínűen pettyezett, sávozott és hátsó oldalán 3-4 átlátszó érköz („ablak”) figyelhető meg. A hólyagos mézajak méhcsapdaként szolgál; a belemászott méh (vagy más rovar) csak a bibe és a portokok érintésével tud kimenekülni belőle. A többi öt sziromlevél bíborbarna, ritkábban zöldesbarna, tövük zöldessárga. A két oldalsó helyzetű szirom keskeny, 5,5-6 centiméter hosszú, 0,4-0,6 centiméter széles, 1-3-szor megcsavarodik, töve pelyhes. A két alsó sziromlevél is keskeny, de összenőttek. A középső felső sziromlevél 4-4,5 centiméter hosszú, 1,8-2,2 centiméter széles, hullámos szegélyű. A porzók száma 3, de a középső terméketlen és pajzs alakú, lilásan foltozott sztaminódiummá alakult.
Termése 3,8-5,4 centiméter hosszú, 0,9-1,2 centiméter vastag, végén csúcsos toktermés amely 6-17 ezer igen apró magot tartalmaz.

## Életmódja

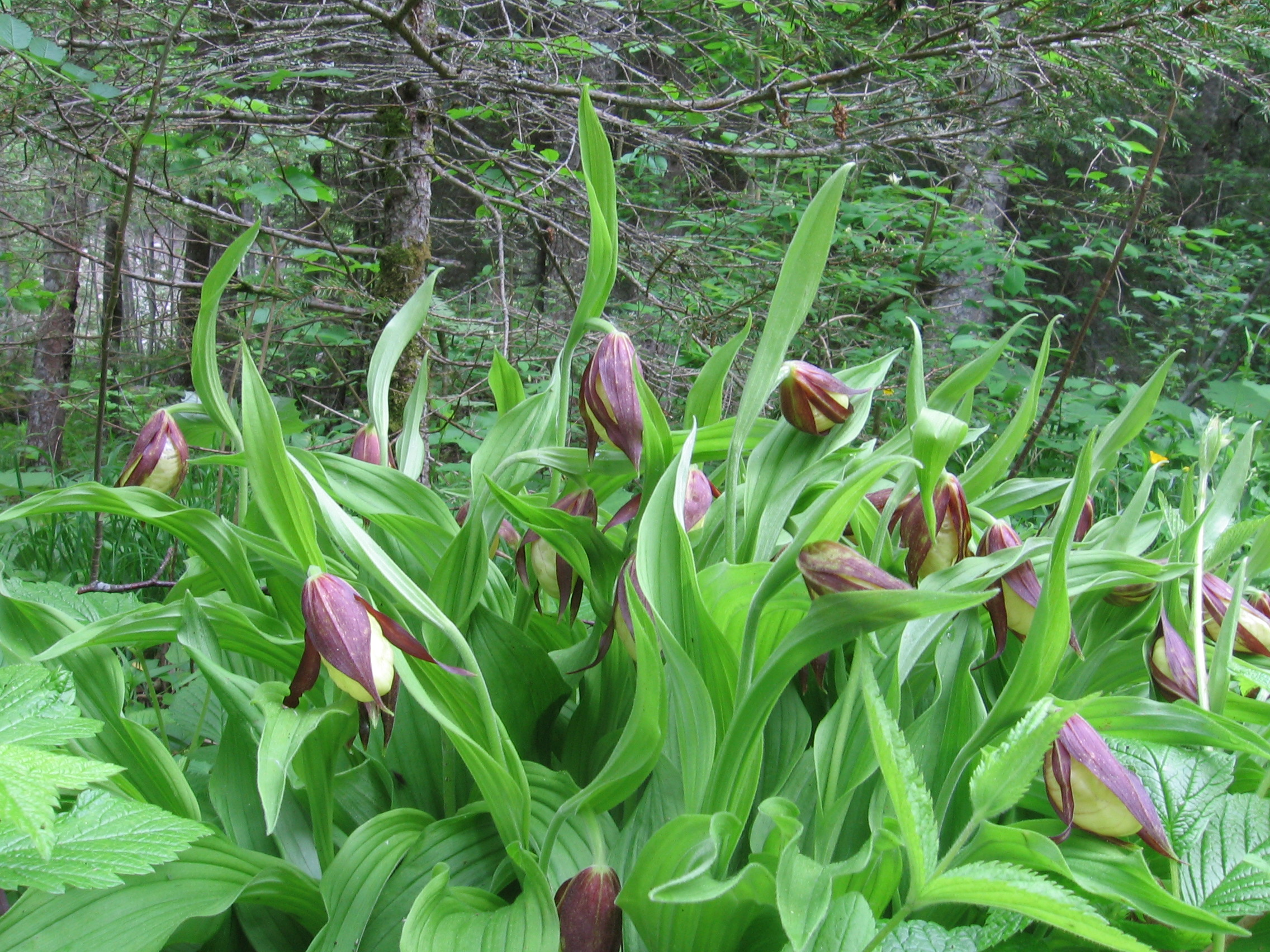
Bimbózó példányok

A semleges vagy meszes kémhatású, 5,7-8,26 pH-jú talajt részesíti előnyben. Bükkösökben vagy gyertyános–tölgyesekben, főleg domboldalakon, vízmosások, töbrök oldalában található meg. Jellemző kísérő fajok a mogyoró, az ostorménfa vagy a kányabangita. Külföldön luc- és erdeifenyvesekben is előfordul. Esetenként erdőirtás után réteken, cserjésekben is fennmarad. Inkább a tisztások szélét, a félárnyékot kedveli, az itteni példányai nagyobbra nőnek és gyakrabban virágoznak.
Hosszú élettartamú növény, gyakoriak a 30 éven felüli egyedek, de találtak már 100 évesnél idősebb példányt is. Kicsírázása után a természetben a 6-10. évében hoz először virágot (kertészetben 3-4 év után is virágozhat). Az aszályt nehezen viseli, száraz évek után felére is csökkenhet a virágzó egyedek aránya.
A többi kosborfajhoz hasonlóan gombákkal él szimbiózisban. A gyökérsejtek (a rizóma sejtjei nem) a Rhizoctonia nemzetségbe tartozó gombák fonalaihoz kapcsolódnak (mikorrhiza), amelyek segítenek a víz és az ásványi anyagok felvételében. Az idősebb példányokban talált gombafaj más lehet, mint ami a csírázást segíti, sőt az idős növények gombamentesek is lehetnek.
A Boldogasszony papucsának hajtásai Magyarországon április elején kezdenek növekedni, majd április végétől már virágozhatnak, de a csúcsidőszak május végére (középnap május 21.) esik. A virágok 11-17 napig nyílnak, a megporzás után hat napon belül elhervadnak. Nálunk elsődleges beporzói a bányászméhek (Andrena fajok), karcsúméhek (Halictus), faliméhek (Osmia) és darázsméhek (Nomada). A termés október végére, november elejére érik meg, majd a toktermés felnyílik és az apró magvak szétszóródnak. Vegetatívan, a rizóma elágazásával is szaporodhat. A Távol-Keleten hibridizálódhat a nagyvirágú papucskosborral (Cypripedium macranthos).

## Természetvédelmi helyzete
A Boldogasszony papucsa nagy területen elterjedt és összességében stabil állományokkal rendelkező növény, ezért a Természetvédelmi Világszövetség Vörös listáján nem fenyegetett státusszal szerepel. Európában azonban számos országban veszélyeztetett, Bulgáriában, Szerbiában és az Egyesült Királyságban helyzete kritikus. Magyarországon fokozottan védett, természetvédelmi értéke 250 000 Ft. Hazai egyedszáma 2000 alatti. Elsősorban a termőhelyén folytatott erdészeti tevékenység fenyegeti, károsíthatják a muflonok és a vaddisznók, de nehezen tűri az erdő növekedését, a lombkorona teljes záródását is. Sopron környéki drasztikus megfogyatkozásért  az illegális virágszedés és kiásás a felelős. Egyetlen betegsége ismert, amelyet a Potyviridae családba tartozó vírus okoz.

## Képek

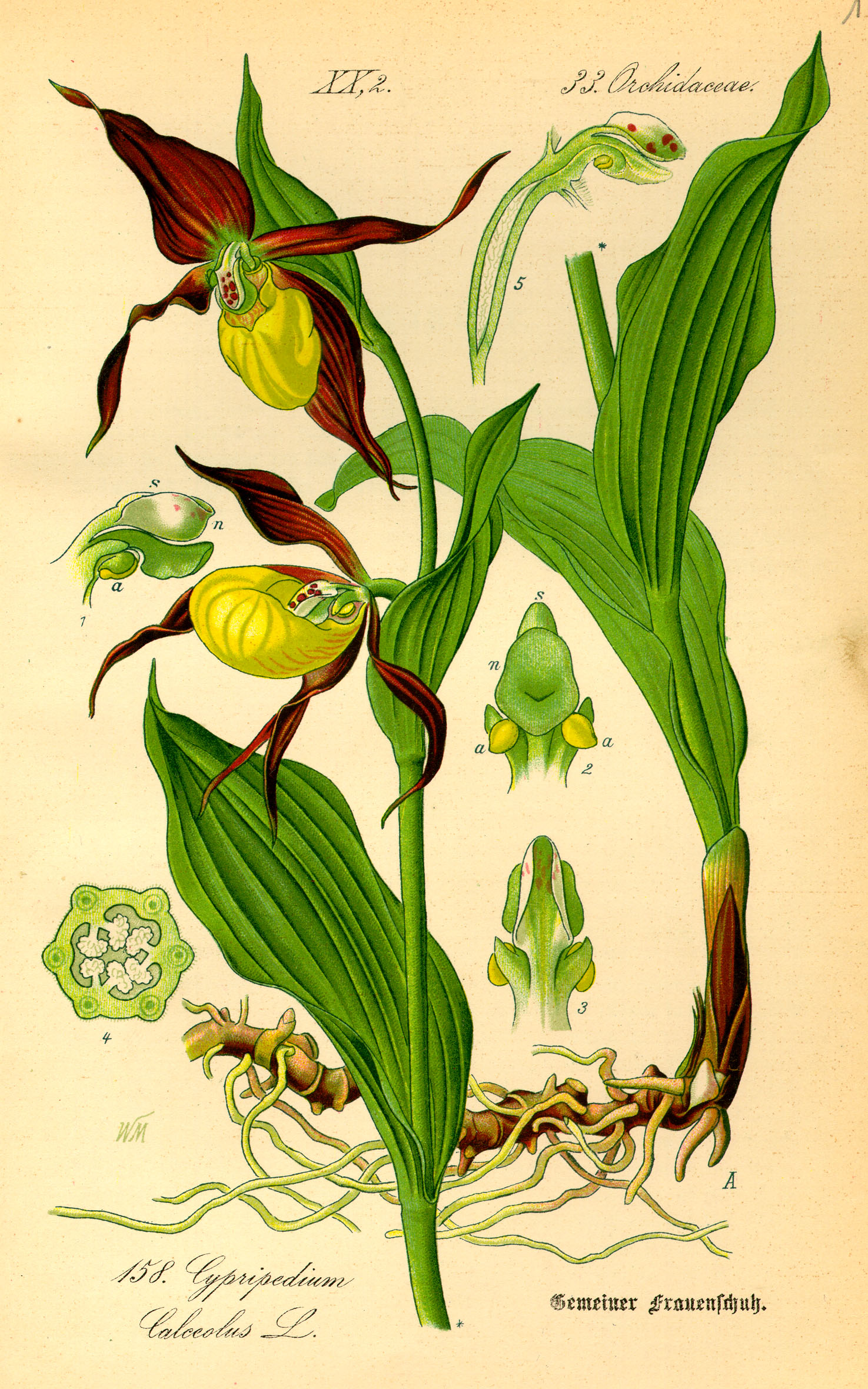
Ábrázolása a Flora von Deutschland, Österreich und der Schweiz-ban (1885)
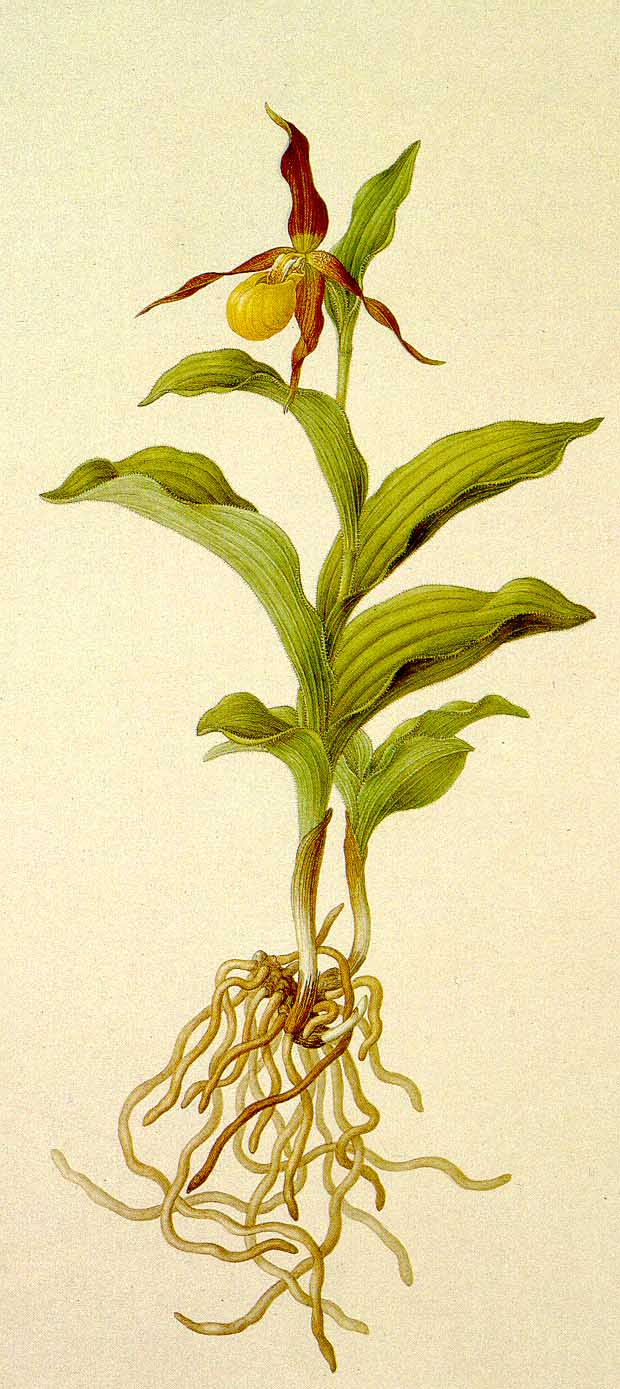
A British Orchidsben (1792-1817)
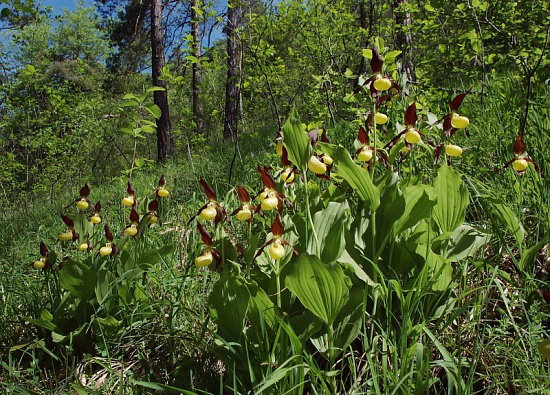
Tömegesen
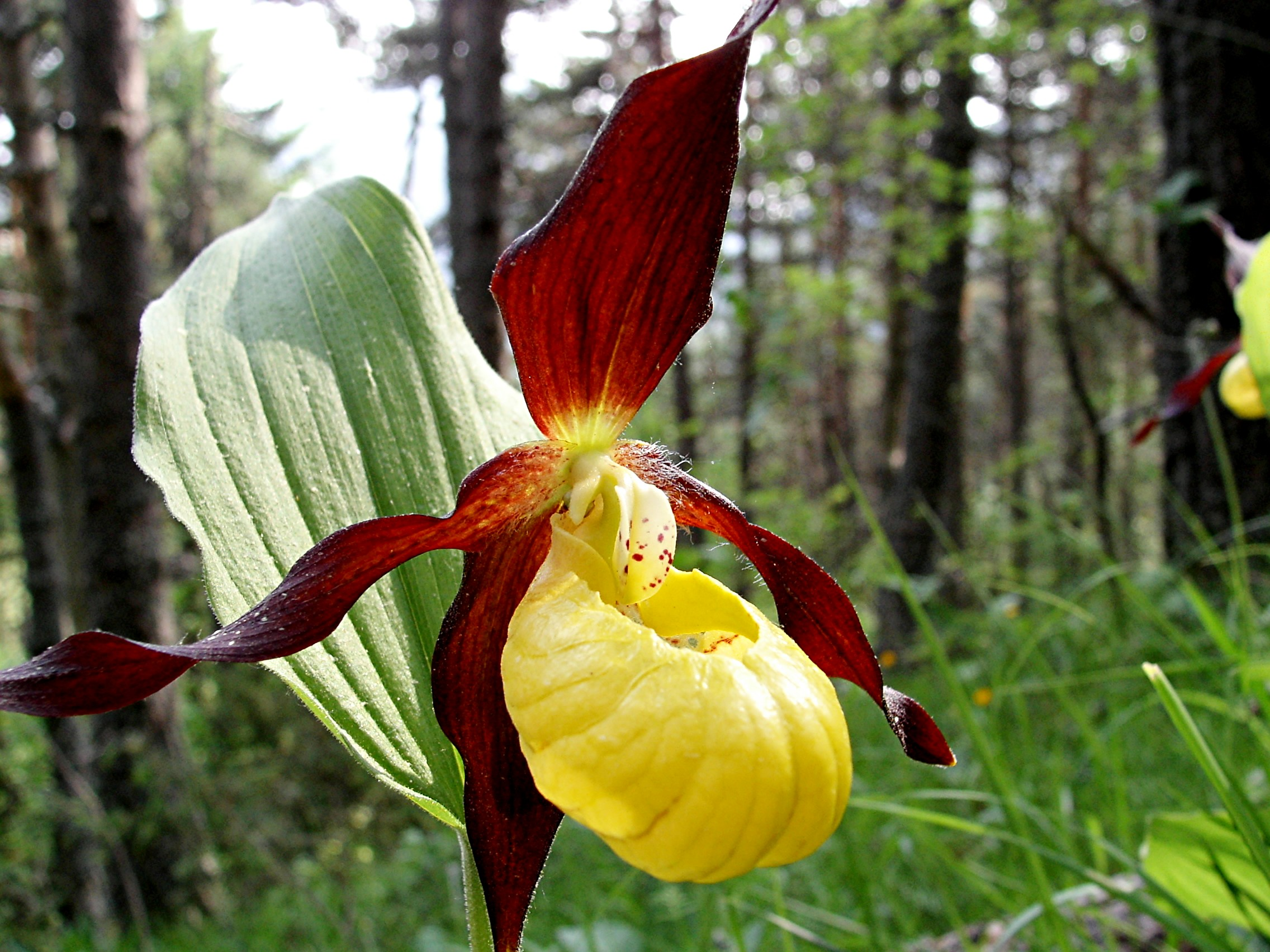
Virága közelről
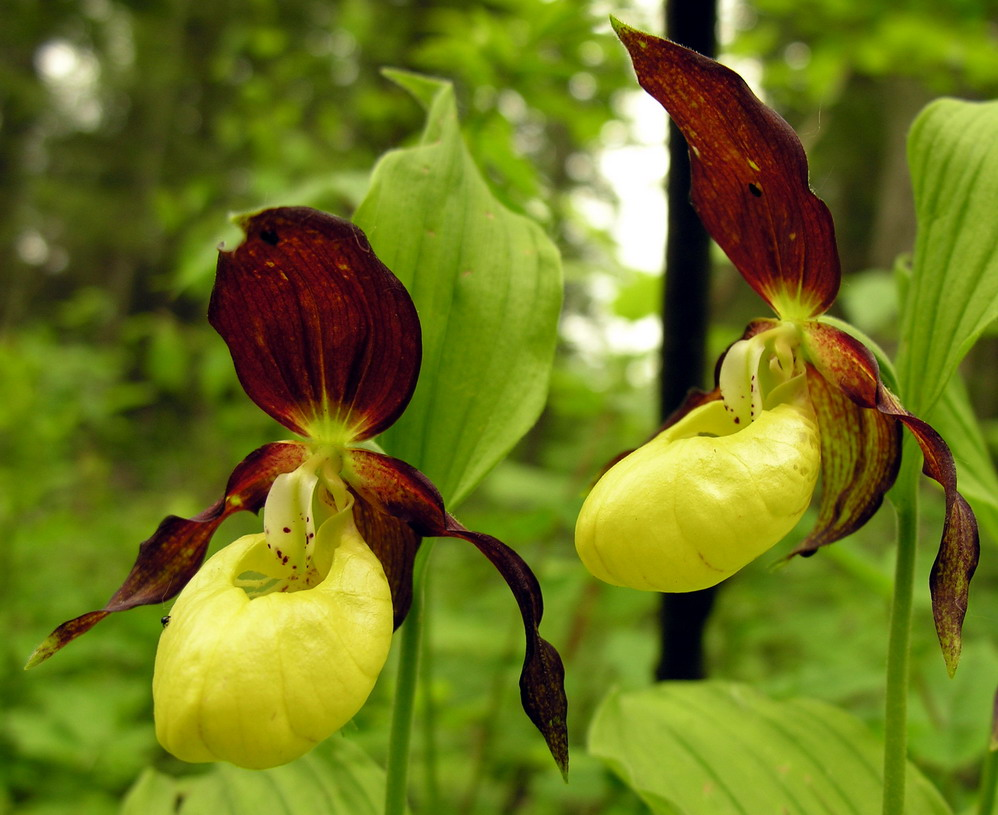